# Бетени
Бетени (фр. Bétheny) — французская коммуна в департаменте Марна в регионе Гранд-Эст, северо-восточный пригород Реймса.
Аэродром Бетени (будущая авиабаза 112 Реймс-Шампань) стал местом проведения первого международного авиасалона, состоявшегося в августе 1909 года, в котором приняли участие величайшие авиаторы того времени (Роже Соммер, Анри Фарман, Луи Блерио).

## География

### Описание

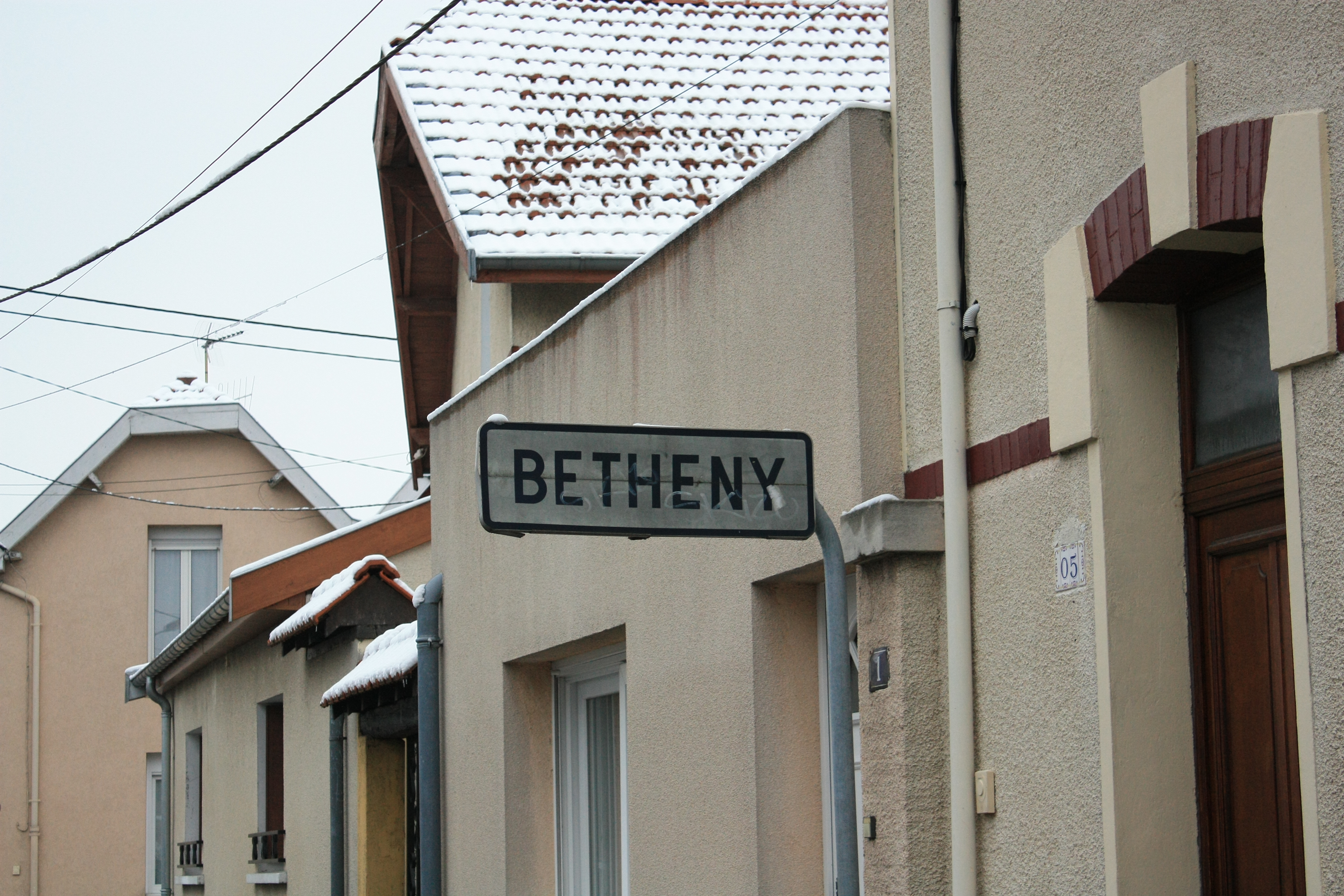
Муниципальная граница между Реймсом и Пети-Бетени

Бетени расположен к северо-востоку от Реймса. В его состав входят Пети-Бетени и Гранд-Бетени. Пети-Бетени — это пригород Реймса, расположенный к югу от бульвара де Тондер; другая, более крупная часть района находится к северу от бульвара. Старый город расположен в этом районе.

### Соседние муниципалитеты
| Курси | Бримон, Бургонь | Френ-ле-Реймс          |
|       | Компас          | Витри-ле-Реймс, Корель |
| Реймс |                 | Серне-ле-Реймс         |

### Соседние районы
Большая часть Бетени была застроена жилыми комплексами. Микрорайон в Пети-Бетени, Les Aquarelles, социальным арендодателем которого является компания Foyer Rémois, знаменует собой поворотный момент в развитии района. Проект, представляющий собой эко-район, получил приз на премии Ecomaires в 2008 году. На въезде в район построен 13-квартирный пассивный дом под названием La Clairière. Это здание прошло сертификацию BBC Effinergie.
Ещё один район — Ла Кутюрель. Он состоит из двухквартирных домов, оснащенных солнечными батареями, и отдельно стоящих домов.
С 2015 года появились ещё два квартала: Domaine d’Henri, расположенный рядом со спортивным комплексом Claudius-Caillot, и Les Ecavés, на краю полей возле бывшей авиабазы 112. В Les Ecavés расположены отдельные дома и бунгало, а также специализированный центр Les Papillons Blancs и жилой комплекс для пожилых людей. В этом районе расположен оздоровительный центр Раймона Копа, в котором находится тренировочный центр «Стад де Реймс».

### Климат
В 2010 году климат муниципалитета представлял собой деградировавший морской климат центральных и северных равнин, согласно исследованию Национального центра научных исследований Франции, основанному на ряде данных, охватывающих период 1971—2000 годов. В 2020 году организация Метео-Франс опубликовала типологию климатических условий на материковой части Франции, согласно которой муниципалитет подвергается воздействию изменённого океанического климата и находится в северо-восточном климатическом регионе Парижского бассейна, характеризующемся посредственным солнечным освещением, средним количеством осадков, равномерно распределенных в течение года, и холодной зимой (3 °C).
В период 1971—2000 годов среднегодовая температура составляла 10,4 °C, а годовой диапазон температур — 15,6 °C. Среднее суммарное годовое количество осадков составляет 669 мм, при этом в январе осадки выпадают в среднем 11,4 дня, а в июле — 8,4 дня. В период 1991—2020 годов среднегодовая температура, зарегистрированная на ближайшей метеостанции Метео-Франс «Mailly-civc» в муниципалитете Маи-Шампань, расположенном в 15 км по прямой, составляет 11,2 °C, а среднегодовое количество осадков — 755,5 мм. Максимальная температура, зарегистрированная на этой станции, составляет 39,8 °C, она была достигнута 25 июля 2019 года; минимальная температура −20 °C, достигнутая 16 января 1985 года.
Климатические параметры муниципалитета были рассчитаны на середину столетия (2041—2070 годы) в соответствии с различными сценариями выбросов парниковых газов на основе новых эталонных климатических прогнозов DRIAS-2020. С ними можно ознакомиться на специальном веб-сайте, опубликованном Метео-Франс в ноябре 2022 года.

### Транспортное сообщение
Город обслуживается сетью общественного транспорта конурбации Ситура со следующими маршрутами:
- автобусный маршрут 8  bus    8  (Тенкё[англ.] — Champ Paveau ↔ Бетени Ля Кутюрель);
- автобусный маршрут 14  bus  14  (Ла-Нёвиллет[фр.] — Мэрия ↔ Севастополь[фр.]).

Город связан с вокзалом и центром города Реймс, торговым районом Actipôle Neuvillette и торговым районом Сен-Брис-Курсель.

## История

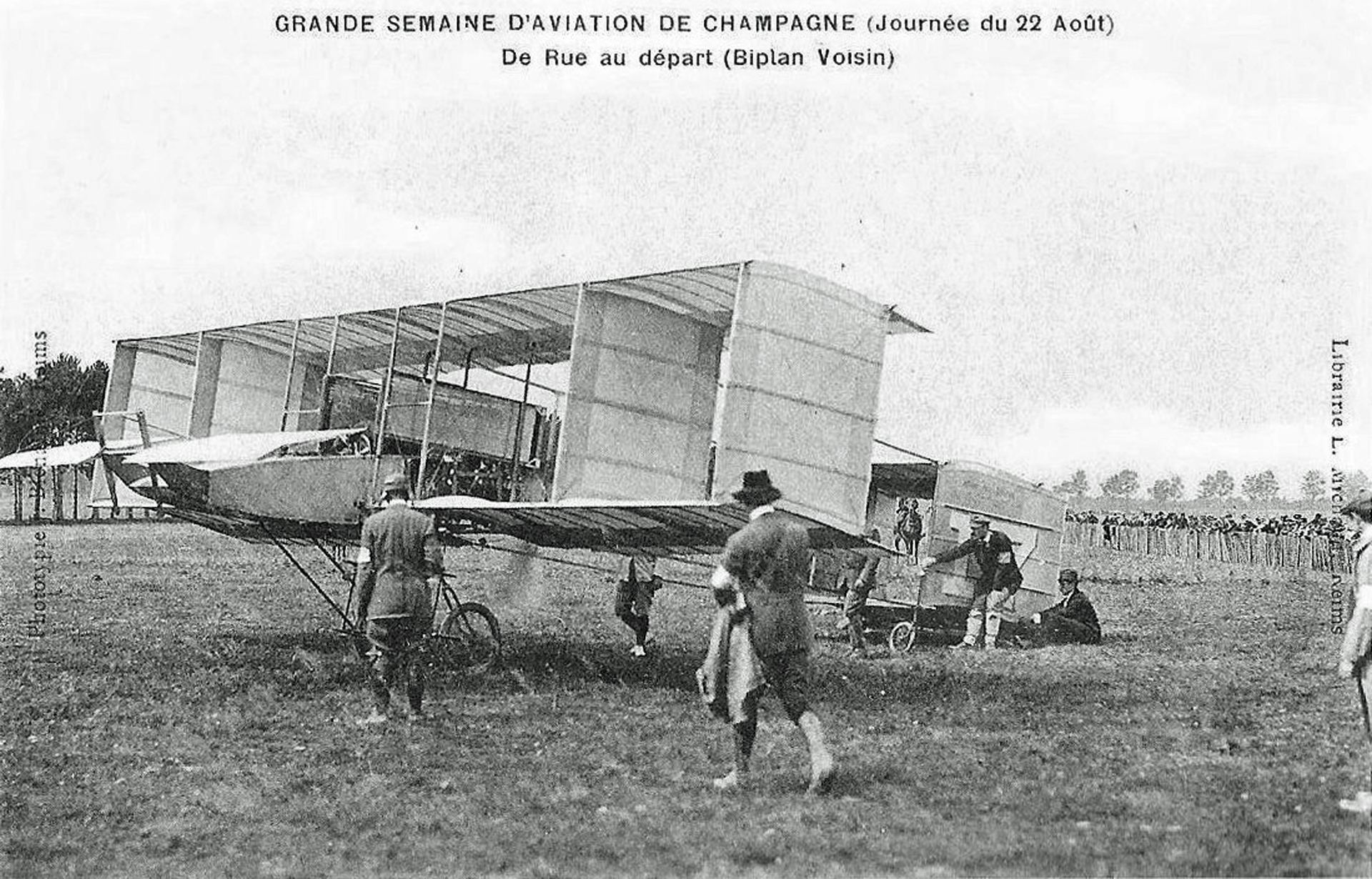
Фотография c Большой недели авиации в Шампани в 1909 году

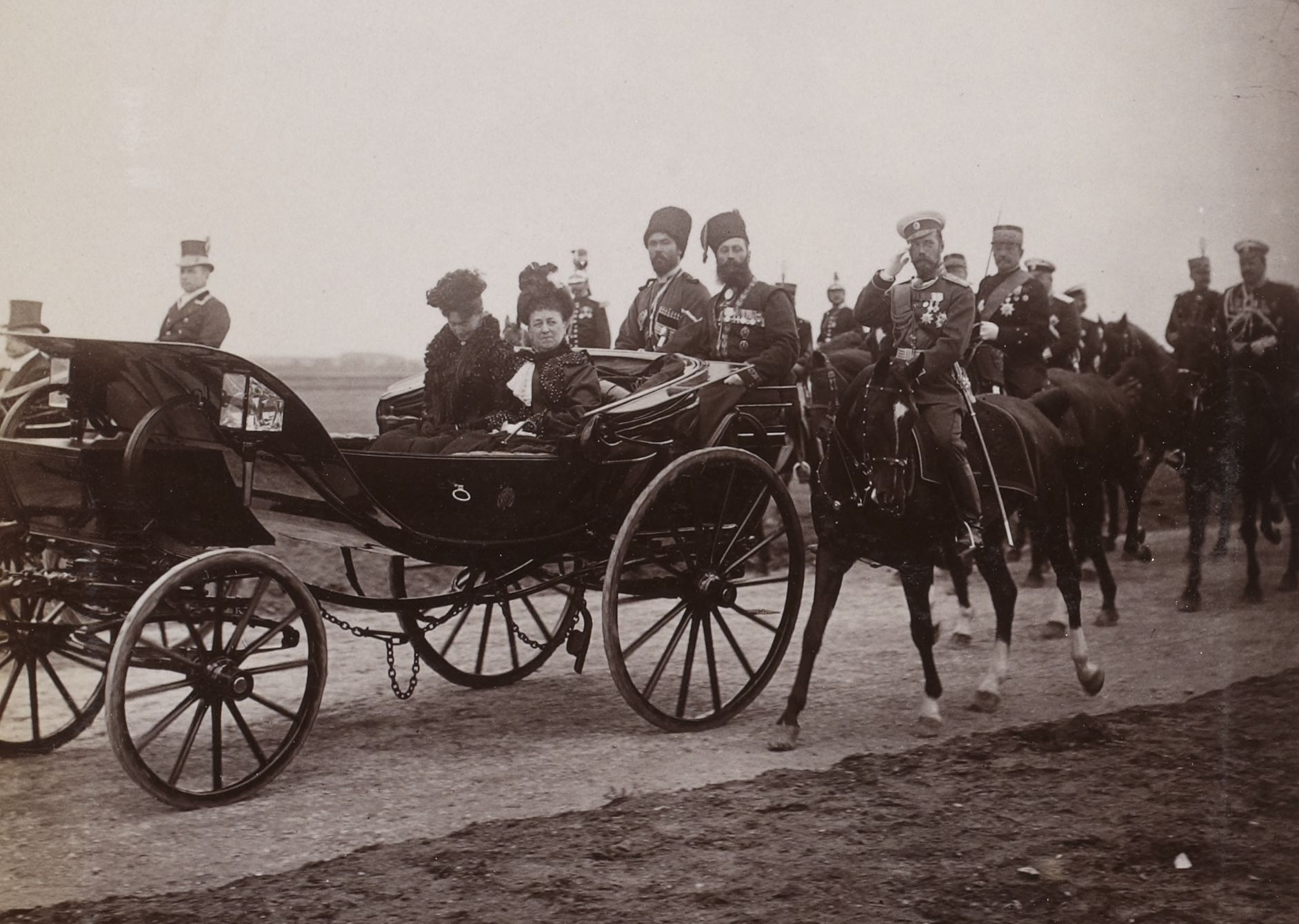
19 сентября 1901 года, визит в Бетени царя Николая II и его супруги царицы Александры

В 1870 году часть коммуны была отделена, чтобы образовать новую коммуну Ла-Нёвилетт, которая с тех пор была присоединена к Реймсу.
21 сентября 1901 года в присутствии Николая II и президента Республики Эмиля Лубе состоялись манёвры в рамках франко-русского союза, в которых приняли участие 120 000 солдат под командованием генерала Брюйера.
С 22 по 29 августа 1909 года в Бетени проходила Большая неделя авиации в Шампани — первый в истории авиации международный авиасалон, который посетил миллион зрителей. В июле 1910 года здесь прошла вторая «Большая неделя авиации», а в 1913 году — кубок Гордона Беннета по скоростной авиации, который выиграл Морис Прево, пролетевший на самолёте Депердюссен со скоростью 203 километра в час. В городе была открыта авиастроительная компания Aéroplanes Hanriot et Cie.
На месте этих трёх международных авиасалонов была построена авиабаза 112 Реймс-Шампань, вступившая в строй в октябре 1928 года и закрытая 30 июня 2012 года.
С 1913 по 1947 год Бетени обслуживала ветка лёгкой Реймсской железной дороги Реймс — Асфельд.
1 сентября 1914 года в Бетени прибыл 19-й батальон пеших кавалеристов, который разместился здесь на ночь и на следующий день отправился в Френ-ле-Реймс.
В конце войны деревня считалась разрушенной, и 23 сентября 1920 года она была награждена военным крестом.

## Политика и администрация

### Политические тенденции и результаты
На муниципальных выборах 2020 года в Марне при явке всего 40,71 % (самый низкий показатель за всю историю муниципальных выборов) Ален Ваншур был переизбран в первом туре с 66,87 % голосов. За ним следовал Жюльен Дюпен, а Жан-Франсуа Феррандо (кандидат в 4-й раз) занял последнее место на этих выборах. Через несколько дней после подведения итогов он подал в отставку.

### Образование
Школьная группа Les Équinerolles.

### Список мэров
| Период     | Период      | ФИО            | Партийность | Квалификация/должность                                                                       |
| ---------- | ----------- | -------------- | ----------- | -------------------------------------------------------------------------------------------- |
| нет данных |             |                |             |                                                                                              |
|            | 1875        | Лётелин        |             |                                                                                              |
| 1876       |             | Бегни          |             |                                                                                              |
|            | около 1901  | Лётелин        |             |                                                                                              |
| нет данных |             |                |             |                                                                                              |
| 1935       | 1944        | Пуантиллар     |             |                                                                                              |
| нет данных |             |                |             |                                                                                              |
| 1965       | 2000        | Эдмон Бешамбе  | ОПР         |                                                                                              |
| 2000       | 2014        | Жан-Луи Кавенн | PS          | Заместитель председателя метрополя Реймс (2008 → 2014)                                       |
| 2014       | действующий | Ален Ваншур    | PS          | Ведущий, затем фотограф Вице-президент Гранд Реймс (2014 →) Переизбран на срок 2020—2026 гг. |

### Градостроительство
Бетени является городской коммуной, поскольку относится к числу коммун с плотной или промежуточной плотностью населения, как это определено в сетке плотности населения Insee. Она входит в городскую единицу Реймс, внутридепартаментскую конурбацию, состоящую из 9 коммун с 215 426 жителями в 2017 году, из которых она является пригородной коммуной.
Коммуна также входит в Реймсский водосборный район, в котором она является коммуной главного центра. Этот район, включающий 295 муниципалитетов, относится к категории с населением от 200 000 до менее 700 000 человек.
В июле 2009 года был утвержден местный план городского развития (PLU). На межмуниципальном уровне планируется разработка Повестки дня на 21 век и комиссии по доступности (конурбация Реймс).
В городе также есть дом для престарелых, дом для инвалидов и, в ближайшем будущем, дом для молодых людей, оказавшихся в трудной жизненной ситуации.
В 2023 году по инициативе совета департамента Марна и ассоциации фермеров Террасолиса открылся завод по метанизации, перерабатывающий 23 000 тонн отходов в год.

### Побратимство
С 2006 года город является побратимом с Данштадт-Шауэрнхаймом (Германия).

## Население и общество

### Демография
С момента закрытия авиабазы 112 население Бетени значительно выросло. Это связано с постепенным превращением сельскохозяйственных земель в участки под застройку. Большую часть нового жилья в городе строят социальные домовладельцы, в частности, для поддержки городского обновления в Реймсе.
Изменения в численности населения известны из переписей населения, проводившихся в коммуне с 1793 года. В муниципалитетах с населением менее 10 000 человек перепись всего населения проводится каждые пять лет, а численность населения за промежуточные годы оценивается путем интерполяции или экстраполяции. Для коммуны первая исчерпывающая перепись по новой системе была проведена в 2007 году.
В 2021 году население коммуны составляло 7 086 человек, что на 6,35 % больше, чем в 2015 году (Марна: −1,22 %, Франция за исключением Майотты: +1,84 %).
| 1793 | 1800 | 1806 | 1821 | 1831 | 1836 | 1841 | 1846 | 1851 |
| ---- | ---- | ---- | ---- | ---- | ---- | ---- | ---- | ---- |
| 287  | 343  | 345  | 407  | 480  | 526  | 560  | 602  | 582  |

| 1856 | 1861 | 1866 | 1872 | 1876 | 1881 | 1886  | 1891  | 1896  |
| ---- | ---- | ---- | ---- | ---- | ---- | ----- | ----- | ----- |
| 629  | 628  | 594  | 586  | 680  | 930  | 1 009 | 1 108 | 1 137 |

| 1901  | 1906  | 1911  | 1921 | 1926  | 1931  | 1936  | 1946  | 1954  |
| ----- | ----- | ----- | ---- | ----- | ----- | ----- | ----- | ----- |
| 1 105 | 1 227 | 1 343 | 779  | 1 662 | 1 696 | 1 643 | 1 224 | 1 518 |

| 1962  | 1968  | 1975  | 1982  | 1990  | 1999  | 2006  | 2007  | 2012  |
| ----- | ----- | ----- | ----- | ----- | ----- | ----- | ----- | ----- |
| 2 482 | 2 747 | 4 651 | 5 635 | 6 487 | 5 943 | 6 276 | 6 322 | 6 471 |

| 2017  | 2021  | - | - | - | - | - | - | - |
| ----- | ----- | - | - | - | - | - | - | - |
| 6 971 | 7 086 | - | - | - | - | - | - | - |

## Экономика
Компания Реймсские доки построила здесь свой перерабатывающий завод и логистическую платформу, а сегодня это место восстановлено и используется множеством компаний. Здания типичны для архитектуры из красного кирпича.

## Местная культура и наследие

### Основные достопримечательности

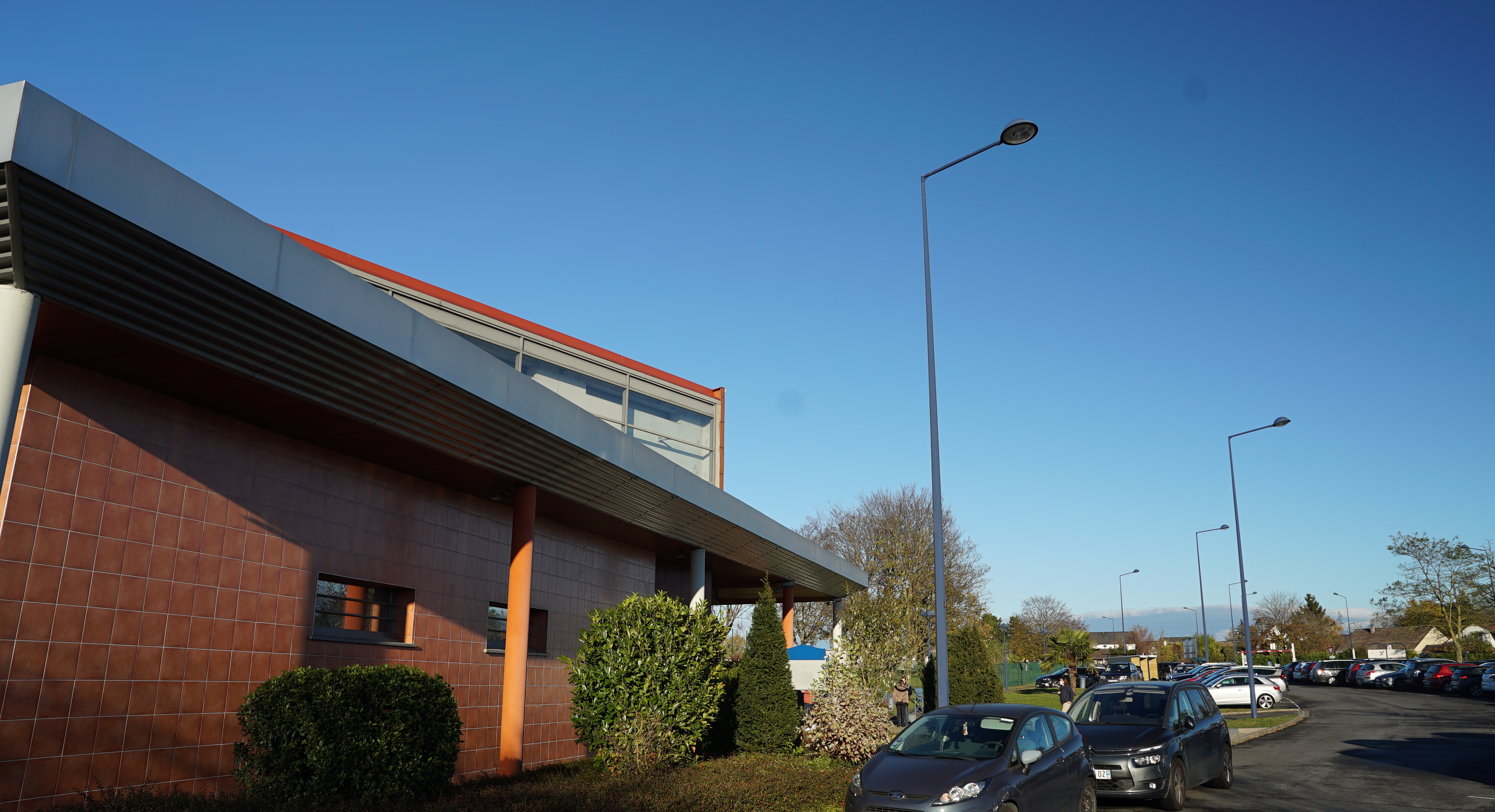
Пространство Тьерри-Менг

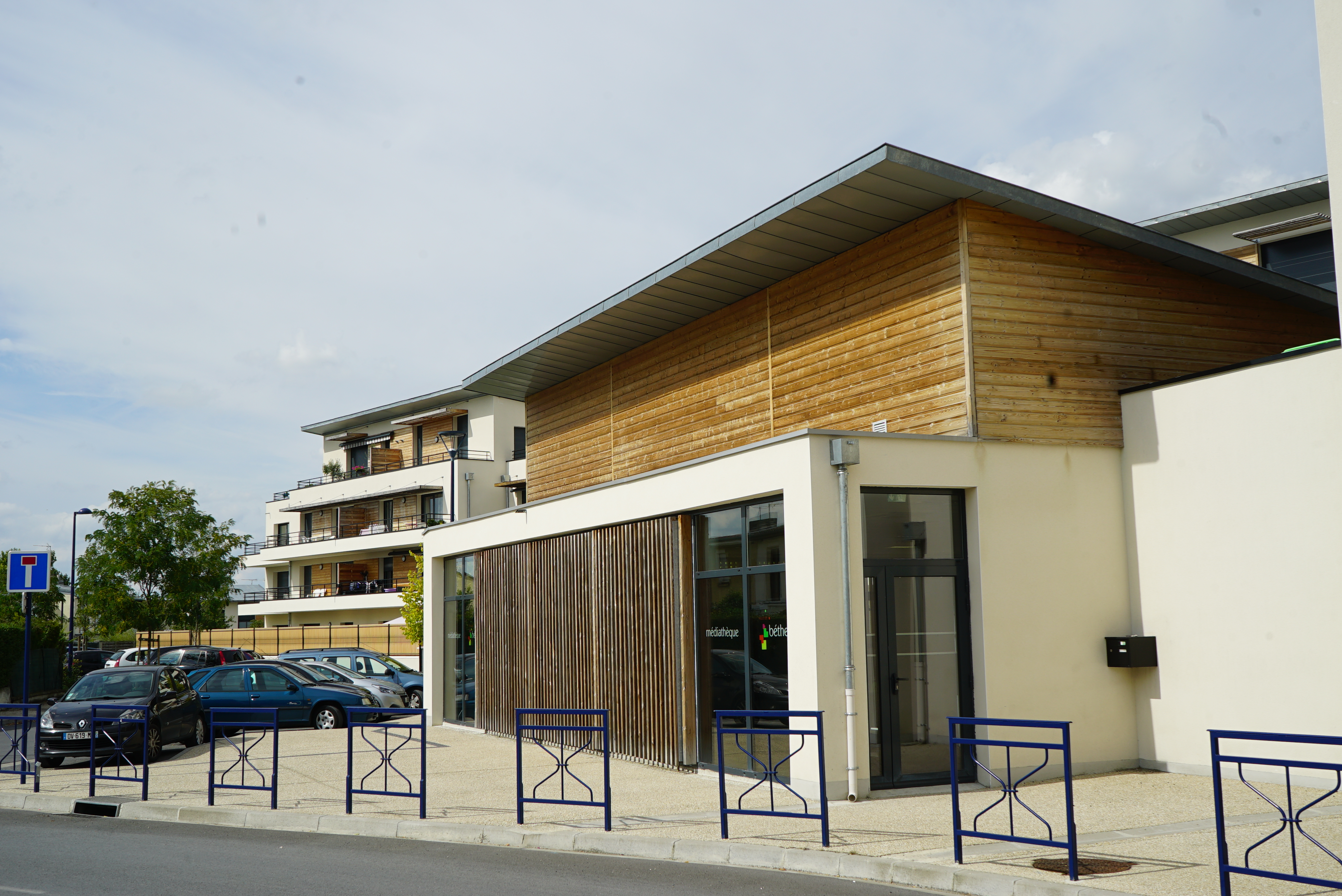
Медиатека

- Многоцелевой зал (HQE): в Espace Thierry-Meng проводятся культурные мероприятия, такие как детский фестиваль «Arts en pagaille» и концерты ассоциации «Les Concerts de poche[фр.]».
- Спортивные сооружения.
- Приусадебные участки занимают 16,2 гектара, на которых расположены 462 участка[30].
- Сезаре[фр.], центр музыкального творчества в Порт-Секе.

### Места и памятники

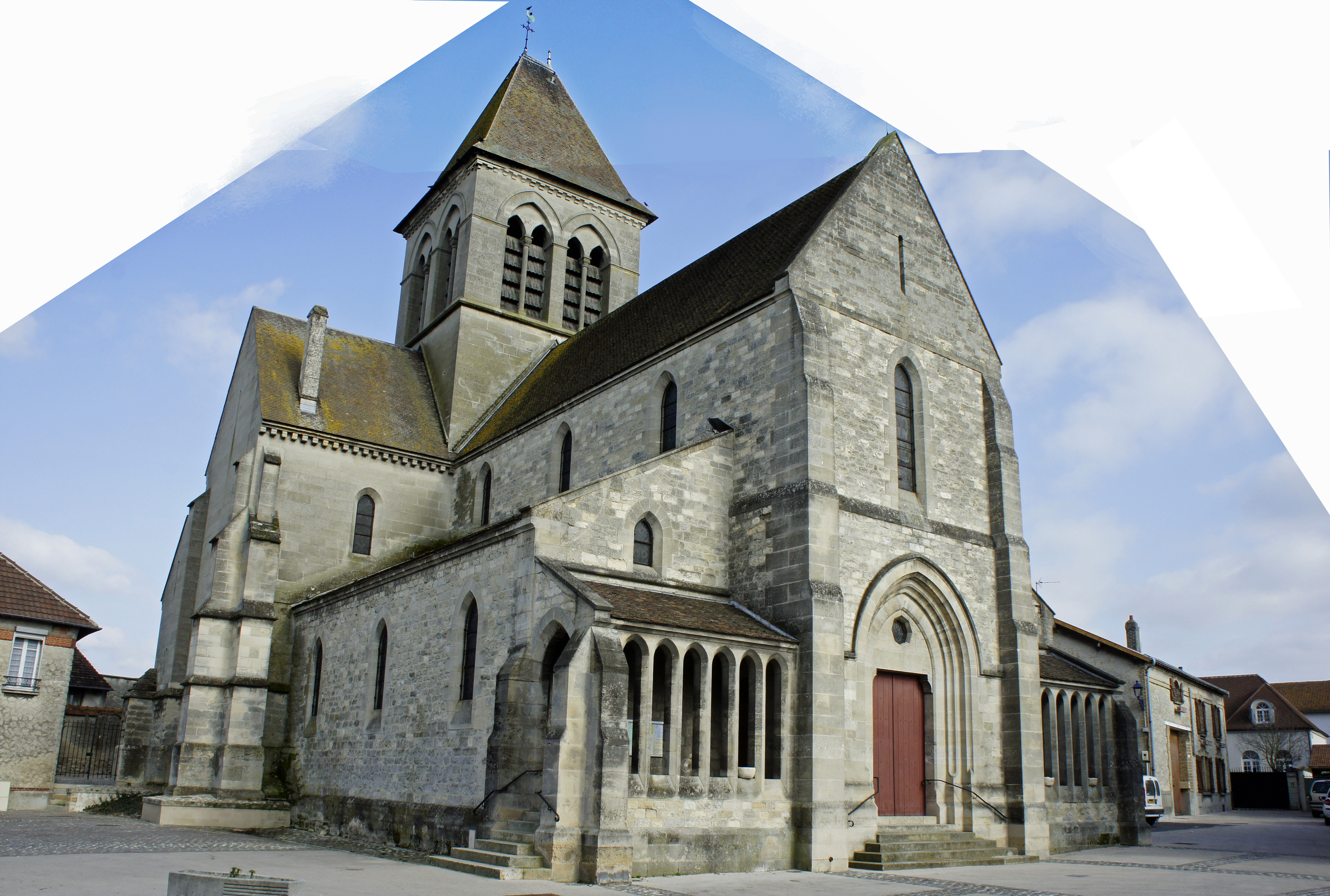
Церковь Сен-Себастьен с деревянной папертью

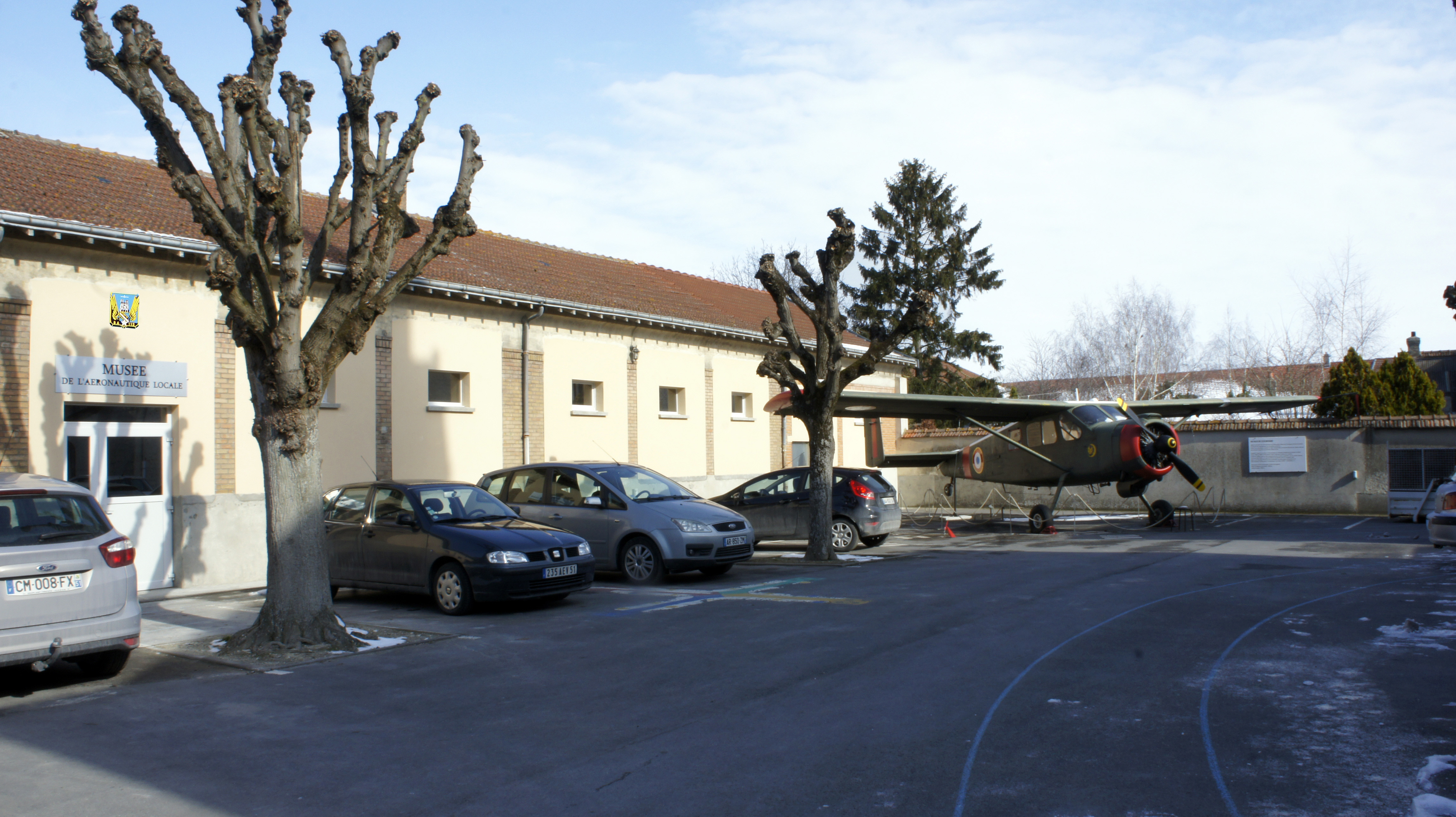
Музей авиабазы Реймс-Шампань, в настоящее время расположенный за зданием мэрии Бетени

- Церковь Сен-Себастьен[фр.].
- Здание ратуши (датируется 1925 годом).
- Площадь между церковью и ратушей была реконструирована в 2008—2009 годах.
- Остатки немецкого лагеря для заключённых времён Второй мировой войны, обнаруженные в 2013 году[31].

### Музеи
Местный музей воздухоплавания в Бетени, который в 2012 году унаследовал экспонаты Музея авиационной базы 112 и местной аэронавтики, располагается в помещениях за городской ратушей.

### Личности, связанные с муниципалитетом
- Рене Анрио[фр.] (1867—1925), пионер авиации.
- Камиль Дюфур[фр.], бывший мэр Ле-Крюзо, родился здесь.
- Клотер Гиллен, погибший за Францию в годы Первой Мировой войны[32].
- Жан Констант Ренефер (1879—1957), художник, родившийся в Бетени.
- Мари Друэ[англ.] (1885—1963), французская героиня Первой мировой войны, умерла здесь.

### Геральдика
| Герб Бетени | Блазон герба Бетени гласит: На червлёном щите с лазуревой главой вилообразный крест серебром, во главе — сшитые крылья лебедя серебром [кокарда ВВС], в сердце щита три червлёные перекрещенные стрелы наконечниками вверх, в средней части главы зубчатое колесо серебром, в правом нижнем углу открытая башня золотом, в левом нижнем углу золотой сноп пшеницы. Оригинальный текст (фр.)de gueules au pairle d'argent chargé de trois flèches du champ, deux passées en sautoir, la troisième brochant en pal, accompagné, en chef, d'une roue dentée aussi d'argent, à dextre, d'une tour d'or ouverte du champ, à senestre, d'une gerbe de blé aussi d'or, au chef cousu d'azur chargé d'un vol aussi d'argent |

### Комментарии
1. ↑  Рекорды установлены за период с 1 января 1976 года по 23 мая 2022 года.
2. ↑  В соответствии с зонированием сельских и городских муниципалитетов, опубликованным в ноябре 2020 года, с применением нового определения сельской местности, утвержденного 14 ноября 2020 года Межведомственным комитетом по сельским районам.
3. ↑  С октября 2020 года понятие городской водосборной площади заменяет понятие городской территории, что позволяет проводить последовательное сравнение с другими странами Европейского союза.
4. ↑  Юридическое муниципальное население, действующее на 1 января 2024 года, год 2021, определенное в территориальных границах, действующих на 1 января 2023 года, статистическая дата отсчета: 1 января 2021 года.